# مأمور ۶۹ ینسن در برج عقرب
مأمور ۶۹ ینسن در برج عقرب (دانمارکی: Agent 69 Jensen i Skorpionens tegn) یک فیلم اروتیک کمدی-جاسوسی دانمارکی است که در سال ۱۹۷۷ منتشر شد. این فیلم، پنجمین فیلم از مجموعه فیلم‌های زودیاک (مجموعه‌ای از فیلم‌های کمدی جریان اصلی) است که حاوی صحنه‌های سکس هاردکور است.

## گزیدهٔ بازیگران
- بنت واربورگ
- آرتور ینسن
- کیت مونت
- ایب موسین
- اوله سولتوفت
- پل بونگار
- کارل استگر
- جودی گرینگر
- السه پیترسن
- سورن استرونبرگ